# Josh Swickard
Pour les articles homonymes, voir Swickard.
Josh Swickard, né le 4 juillet 1992 à Quincy dans l'Illinois, est un acteur, producteur et mannequin américain.
Il est surtout connu pour avoir incarné Harrison Chase dans la série Hôpital central (depuis 2018) et Joseph Van Aston dans les films Netflix, Un Noël en Californie (2020) et Un Noël en Californie: Les lumières de la ville (2021).

## Biographie
Josh Swickard est né à Quincy, dans l'Illinois, de ses parents Bob, pasteur principal de l'église méthodiste unie St. Matthew à Belleville, et de Gina, coach vocal. Il a trois sœurs Elyssa, Kalia et Elayna Swickard. Il a étudié à Glenwood High School (en) et a fréquenté le College of DuPage (en) où il a étudié la comptabilité pendant 2 ans, puis il a fait du mannequinat pendant environ 6 ans à Chicago.

### Carrière
Il a fait ses débuts d'acteur en 2015 en étant apparu dans les émissions de Disney Channel Liv et Maddie et Agent K.C. avant de rejoindre en 2018, la série Hôpital central.
En 2017, il décroche son premier rôle au cinéma dans le film Roped réalisé par Shaun Paul Piccinino aux côtés de Casper Van Dien, Lorynn York, Christina Moore et John Schneider. Le film est sortie en 2020.
En 2020, avec sa femme Lauren Swickard, ils sont à la tête d'affiche du film romantique Netflix, Un Noël en Californie. Peu de temps après la sortie du premier film, Netflix a annoncé le développement d'un deuxième volet, Un Noël en Californie: Les lumières de la ville sortie en décembre 2021. Les films sont réalisés par Shaun Paul Piccinino, Josh est l'un des producteurs avec sa femme qui est également la scénariste.

### Vie privée
Le 25 décembre 2018, Josh a annoncé ses fiançailles avec sa petite amie, l'actrice Lorynn York rencontré lors d'un précédent tournage, leur tout premier ensemble, sur le film Roped en 2017. Le couple s'est marié le 6 juillet 2019. En avril 2021, le couple a accueilli leur premier enfant ensemble, une fille, prénommée Savannah Kaye Swickard,.

## Filmographie

### Télévision

#### Téléfilms
- 2020 : Roped de Shaun Paul Piccinino : Colton Burtenshaw (Netflix)
- 2020 : Un Noël en Californie de Shaun Paul Piccinino : Joseph Van Aston (coproducteur) (Netflix)
- 2021 : Un Noël en Californie: Les lumières de la ville de Shaun Paul Piccinino : Joseph Van Aston (producteur) (Netflix)
- 2022 : A Hollywood Christmas : Christopher (producteur)
- 2023 : Holiday in the Vineyards : Carter Baldwyn (producteur)

#### Séries télévisées
- 2015-2016 : Liv et Maddie : Todd Stetson (4 épisodes)
- 2016 : Agent K.C. : joueur de foot (saison 2, épisode 19)
- 2018 : Rock Academy : Rodrigo (saison 3, épisode 18)
- depuis 2018 : Hôpital central : Harrison Chase (391 épisodes)